# شائك الذنب
شائك الذنب (الاسم العلمي: Acanthocercus)، جنس عظاءات من فصيلة العضرفوطيات. الجنس مستوطن في إفريقيا وشبه الجزيرة العربية.

## الأنواع
| الاسم الشائع | الاسم العلمي                                                                                     | حالة القائمة الحمراء للاتحاد الدولي لحفظ الطبيعة | التوزيع         | الصورة |
| --- | ------------------------------------------------------------------------------------------------ | ------------------------------------------------ | --------------- | ------ |
| عضرفوط أندرسون الصخرية، عضرفوط حضرموت                                                                             | وحر صخري (جون أندرسون (عالم الحيوان), 1896)                                                      | LC IUCN                                          |                 |        |
| عضرفوط ريدجباك الإريتري، عضرفوط الصخري الإريتري                                                                   | Acanthocercus annectans (ويليام توماس بلانفورد, 1870)                                            | LC IUCN                                          |                 |        |
| عضرفوط أسود العنق، عضرفوط ريدج باك أسود العنق، عضرفوط الشجر أزرق الرأس، عضرفوط أزرق الحنجرة، عضرفوط الشجر الجنوبي | شائك الذنب أسود العنق (أندرو سميث, 1849)                                                         | LC IUCN                                          |                 |        |
| | شائك الذنب برانشي Wagner، Greenbaum & Bauer, 2012                                                |                                                  | زامبيا          |        |
| | Acanthocercus ceriacoi Marques, Parrinha, Santos, Bandeira, Butler, Sousa, Bauer, & Wagner, 2022 |                                                  |                 |        |
| عضرفوط الشجر فالك أزرق الرأس                                                                                      | Acanthocercus cyanocephalus (Falk, 1925)                                                         |                                                  |                 |        |
| عضرفوط الشجر أسود العنق، عضرفوط أزرق البطن                                                                        | شائك الذنب أزرق البطن (إدوارد روبيل, 1835)                                                       | LC IUCN                                          |                 |        |
| عضرفوط أسزد العنق، عضرفوط الشجر أزرق الرأس، عضرفوط أزرق الحلق، عضرفوط الشجر الجنوبي                               | Acanthocercus gregorii (ألبرت غونتر, 1894)                                                       |                                                  |                 |        |
| عضرفوط بيتر ريدجباك                                                                                               | Acanthocercus guentherpetersi Largen & Spawls, 2006                                              |                                                  |                 |        |
| عضرفوط الشجر كيفو أزرق الرأس                                                                                      | Acanthocercus kiwuensis (Klausewitz, 1957)                                                       |                                                  |                 |        |
| | Acanthocercus margaritae Wagner, Butler, Ceriaco, & Bauer, 2021                                  |                                                  | ناميبيا وأنغولا |        |
| عضرفوط أسود العنق، عضرفوط ريدجباك أسود العنق، عضرفوط الشجر أزرق الرأس، عضرفوط أزرق الحنجرة، عضرفوط الشجر الجنوبي  | Acanthocercus minutus (Klausewitz, 1957)                                                         |                                                  |                 |        |
| عضرفوط فيليبس ريدجباك                                                                                             | شائك الذنب فيليبسي (جورج ألبرت بولينغر, 1895)                                                    |                                                  |                 |        |
| عضرفوط الشجر أزرق الرأس الأوغندي                                                                                  | Acanthocercus ugandaensis (Klausewitz, 1957)                                                     |                                                  |                 |        |
| | شائك الذنب اليمني (Klausewitz, 1954)                                                             | LC IUCN                                          |                 |        |

تنبيه: تشير التسمية الثنائية بين قوسين إلى أن هذا النوع وصف في الأصل في جنس آخر غير شائك الذنب.

## للاستزادة
- ليوبولد فيتيزنجر (1843). Systema Reptilium, Fasciculus Primus, Amblyglossae. Vienna: Braumüller & Seidel. 106 pp. + indices. (Acanthocercus, new genus, p. 84). (in Latin).

## روابط خارجية
- MYERS, P.; ESPINOSA, R.; PARR, C.S.; JONES, T.; HAMMOND, G.S. & DEWEY, T.A. (2008): Animal Diversity Web - Genus Acanthocercus. Retrieved 2008-MAR-20.